# Kirill Ševčenko
Kirill Serhijovyč Ševčenko (in ucraino Кірілл Сергійович Шевченко?; traslitterato anche come Kirill Shevchenko; Kiev, 22 settembre 2002) è uno scacchista ucraino, grande maestro.
Dal 2023 rappresenta la federazione scacchistica della Romania.

## Carriera
Ha ottenuto il titolo di maestro internazionale nel settembre del 2016, e di grande maestro nell'ottobre del 2017. 
In febbraio 2018 ha partecipato all'Open Aeroflot di Mosca, classificandosi 51º con 4,5 punti su 9.
In marzo 2018 ha partecipato al Campionato europeo individuale di Batumi, classificandosi 32º con 7,5 su 11.
Nel 2021, in agosto vince a Polanica-Zdrój con 6 punti su 9 a pari merito con David Navara il torneo Rubinstein Memorial. e l'8 novembre vince il Lindores Abbey Blitz di Riga, tenutosi in onore del campione del mondo Mikhail Tal in occasione dell'ottantacinquesimo anniversario della sua nascita, totalizzando 14 punti su 18. Il torneo è stato un evento a latere del FIDE Grand Swiss, conclusosi il giorno prima con la vittoria di Alireza Firouzja e il 34º posto di Ševčenko con il punteggio di 6 su 11.
Nello stesse mese gioca in quarta scacchiera per l'Ucraina nel campionato europeo a squadre a Brežice, in Slovenia, dove contribuisce al trionfo della sua squadra con un punteggio di 4,5/8.
In marzo 2023 si classifica secondo per spareggio tecnico nel Campionato europeo individuale di Vrnjačka Banja (Serbia), totalizzando 8,5/11.